# Let Me Explain, Dear
Let Me Explain, Dear é um filme britânico de 1932, do gênero comédia, dirigido por Gene Gerrard e Frank Miller; e estrelado por Viola Lyel e Claude Hulbert. Foi adaptado da peça A Little Bit of Fluff, de Walter Ellis. Foi feito pela British International Pictures.

## Elenco
- Gene Gerrard - George Hunter
- Viola Lyel - Angela Hunter
- Claude Hulbert - Cyril Merryweather
- Jane Carr - Mamie
- Amy Veness - Tia Fanny
- Henry B. Longhurst - Dr. Coote
- Hal Gordon - Parrott
- C. Denier Warren - Jeweller
- Reginald Bach - Taxi Driver